# Sigita Burbienė
Sigita Burbienė–Kazakevičiūtė  (* 17. Mai 1954 in Vilnius, Litauische SSR) ist eine litauische Politikerin.

## Leben
Nach dem Abitur 1972 an der Salomėja-Nėris-Mittelschule Vilnius absolvierte sie 1977 das Studium der Wirtschaftsstatistik mit Auszeichnung an der Vilniaus universitetas. Von 1977 bis 1990 arbeitete sie beim Statistikkomitee.
Von 1992 bis 1996, von 1996 bis 2000 und von 2000 bis 2004 war sie Mitglied des Seimas.
Von  2011 bis 2015 war sie Mitglied im Stadtrat Vilnius.